# Pierre-Yves David
Pour les articles homonymes, voir David.
Pierre-Yves David, né le 24 février 1967 à Saint-Brieuc (Côtes-d'Armor, Bretagne), est un footballeur professionnel - attaquant reconverti en défenseur - notamment avec le Stade rennais, le Stade brestois 29 et l'AS Nancy-Lorraine, en Ligue 1 et Ligue 2. 
Il a été entraîneur de l'US Saint-Malo,, notamment en championnat national.

## Biographie
Il joue quelque 350 matches chez les professionnels, dont une vingtaine en Division 1 à Brest avec David Ginola au début des années 1990. Il joue en Division 2 avec Sedan, Nancy, Perpignan, Saint-Brieuc et Mulhouse, où il met un terme à sa carrière de footballeur en 1999, Mulhouse alors en National. 
Attaquant reconverti en défenseur central, il n'hésite pas à monter sur les corners et à marquer grâce à son jeu de tête.
Il inscrit  4 buts en 40 rencontres avec l'Association sportive Nancy-Lorraine.
En 1987, il est champion de France universitaire et devient international universitaire, aux côtés de Landy Chauvin, notamment.
Après sa carrière de joueur, il entame une carrière d'entraîneur qui le conduit à voyager.
Pierre-Yves David est aussi Directeur Technique de Bretagne Football Association (équipe de Bretagne). Son frère cadet, Laurent David, est aussi footballeur professionnel. 
En tant que joueur et entraîneur, il se fait remarquer aussi bien par ses qualités que par sa grande correction, à tel point que la presse locale parle de lui comme d'un homme à la réputation « sans tache ».
Il fait ainsi monter tous les clubs qu'il entraîne : Saint-Brieuc, le FC Chartres et Saint-Malo. Il a maintenu le SO Châtellerault en championnat national et termine deuxième du championnat de France 14 ans avec son club formateur, l'AS Ginglin-Cesson (saison 2008-2009).
En 2016, il conduit l'US Saint-Malo en huitièmes de finale de la Coupe de France, contre le GFC Ajaccio (défaite 2-1). 
Après sept ans à l'USSM, Pierre-Yves David est de nouveau reconduit pour deux ans le 3 mai 2018. Le club de l'USSM a remercié le coach un an plus tard le 25 mai 2019.
Il était nommé entraîneur de C' Chartres en novembre 2022.

## Carrière de joueur
- 1974-1979 : Plœuc-sur-Lié
- 1979-1984 : Ginglin Cesson
- 1984-1986 : Stade rennais
- 1986-1988 : NOCPB Rennes
- 1988-1990 : Stade rennais
- 1990-1992 : Brest Armorique
- 1992-1994 : CS Sedan
- 1994-1995 : AS Nancy-Lorraine
- 1995-1996 : Perpignan FC
- 1996-1997 : Stade briochin
- 1997-1999 : FC Mulhouse
- 1999-2002 : Stade briochin
- 2005-2006 : SO Châtellerault (Équipe C)[10]

## Carrière d’entraîneur
- Juillet 1999 - mars 2005 : Stade briochin
- Juillet 2005 - juin 2007 : SO Châtellerault
- Juillet 2008 - juin 2009 : AS Ginglin-Cesson (Jeunes, 14 ans Fédéraux)
- Juillet 2009 - juin 2011 : FC Chartres
- Juillet 2011 - mai 2019 : US Saint-Malo
- Novembre 2019-oct. 2022 : AGL Drapeau Fougères
- nov. 2022-mai 2023 : C' Chartres

## Palmarès de joueur
- 2 sélections en Équipe de Bretagne 
  - Bretagne v. Cameroun 1-1 (21 mai 1998, Rennes)
  - Crédit Mutuel Ouest Indoor 2000 (2 janvier 2000, Nantes)

## Palmarès d’entraîneur
- Sélectionneur de l’équipe de Bretagne 
  - Corse v. Bretagne 2-0 (19 mai 2010, Ajaccio)
  - Bretagne v. Togo 2-1 (21 mai 2010, Bastia)

- Sélectionneur adjoint de l’équipe de Bretagne 
  - Bretagne v Congo 3-1 (20 mai 2008, Saint-Brieuc)